# Xã hội học nghệ thuật
Xã hội học nghệ thuật (tiếng Anh: sociology of art) là phương pháp nghiên cứu mà mục đích là khám phá cái xã hội được biểu hiện qua văn học: giai cấp, dân tộc, chính trị, văn hóa, đời sống tinh thần, phong tục tập quán, phương thức sinh hoạt, lí tưởng xã hội,...
Theo quan điểm này, cái đẹp cũng được xem xét như là biểu hiện của một lực lượng xã hội, nhu cầu của một tập đoàn người.
Vì vậy, các khái niệm tính giai cấp, tính nhân dân, tính đảng, tính dân tộc là các phạm trù khá tiêu biểu của xã hội học nghệ thuật. Xã hội học nghệ thuật xác nhận vai trò quyết định của xã hội đối với sáng tác và tiếp nhận nghệ thuật.
Tính chất của xã hội học nghệ thuật phụ thuộc vào lí thuyết xã hội được dùng làm cơ sở của nó. Ở thế kỷ XIX, xã hội học nghệ thuật chỉ xem xét sự thể hiện của phong tục, văn hóa, chủng tộc,... Xã hội học nghệ thuật mác-xít dựa trên cơ sở của chủ nghĩa duy vật lịch sử.
Plê-kha-nốp, Vô-rốp-xki, Lu-na-sác-xki, Lu-cát là những nhà xã hội học mác-xít xuất sắc. Chủ nghĩa Mác – Lê-nin là cơ sở vững chắc cho một xã hội học nghệ thuật thực sự khoa học. Xã hội học nghệ thuật hiện đại sử dụng rộng rãi các phương pháp điều tra, thống kê để xác định các dữ kiện của nó.
Tuy vậy xã hội học nghệ thuật không đồng nhất với xã hội học mác-xít. Ở phương Tây nhiều nhà nghiên cứu sự quy định của các nhân tố xã hội đối với văn học cũng thuộc trường phái này, mặc dù không hoàn toàn tin theo chủ nghĩa Mác. Các tác giả nổi tiếng như H. Ten, các nhà phê bình theo quan điểm nữ quyền, phê bình hậu chủ nghĩa thực dân, Luy-xiêng Gôn-đơ-man,...